# Вигляшська Гута-Калинка
Вигляшська Гута-Калинка (словац. Vígľašská Huta-Kalinka) — село в окрузі Детва Банськобистрицького краю Словаччини. Площа села 16,19 км². Станом на 31 грудня 2015 року в селі проживало 347 людей. Протікають Коцанський потік і Любіца.

## Історія
Перші згадки про село датуються 1773 й 1802 роками.

## Населення
| Рік:            | 1994. | 2004.   | 2014.   | 2024.   |
| --------------- | ----- | ------- | ------- | ------- |
| Кількість осіб: | 384   | 377     | 360     | 339     |
| Різниця:        |       | -1,82 % | -4,50 % | -5,83 % |

| Рік:            | 2023. | 2024.   |
| --------------- | ----- | ------- |
| Кількість осіб: | 341   | 339     |
| Різниця:        |       | -0,58 % |